# Cassiphoné
Dans la mythologie grecque, Cassiphoné ou Cassiphone (en grec ancien Κασσιφόνη / Kassiphónê) est une fille illégitime qu'Ulysse aurait eue avec Circé et la sœur de Télégonos. 

## Mythe
Cassiphoné est l'un des enfants que Ulysse aurait eu avec Circé au cours de son long retour de Troie. Elle a deux frères, Latinus et Télégonos, qu'elle aurait épousé selon certaines autres légendes. 
Après que Télégonos ait accidentellement tué Ulysse, Circé le ressuscite et Cassiphoné épouse alors Télémaque, son demi-frère. Mais elle le tue pour venger le meurtre de sa mère par ce dernier. Cette tradition est très tardive et n'est documentée que par les commentaires de Tzétzès à Lycophron. Le plus souvent dans les mythes, c'est Circé qui épouse Télémaque.